# THE MAD CAPSULE MARKETS
THE MAD CAPSULE MARKETS（ザ・マッド・カプセル・マーケッツ）は、日本のロックバンド。1985年に結成され、メンバーチェンジおよびバンド名の変更を経て1991年にメジャーデビュー。2006年に活動休止。

## 概要
KYONO (vo)、TAKESHI UEDA (b)、室姫深 (g)が中心となり、高校時代に前身バンドBERRIE（ベリー）を結成。その後、1990年に現在のバンド名に改名する形で結成。その頃に、公募でMOTOKATSU MIYAGAMI (ds)が加入。インディーズでの『HUMANITY』リリース後、室姫深の脱退によりギタリストが元ローディーだったISHIG∀KIへ交代。1991年、ビクターエンタテインメントよりシングル「ギチ」「あやつり人形」「カラクリの底」3枚同時リリースでデビュー。1996年にギターのISHIG∀KIが脱退した後は、サポートギタリストを迎え、正メンバーは3人という体制で活動していた。1997年頃まではTHE MAD CAPSULE MARKET'S名義（Sの前にアポストロフィーが付く）であった。
ベリー時代にレッドホットチリペッパーズの来日公演（母乳ツアー）の前座を川崎クラブチッタで務めたことがある。
パンクバンドとしてスタートした彼らだが後に日本のラウドロックを代表するモンスターバンドとなり、その後の日本のバンドに多くの影響を与え、沢山のフォロワーが存在する。海外でのライブ活動やCDリリースも積極的に行っており、2002年の「OZZ FEST」や2003年のKERRANG!フェス「GAME ON」、2005年のダウンロード・フェスティバルなどイギリスでのロック・フェスティバルにも出演し、2000人クラスのキャパでのUKでのヘッドライナーツアーも成功させている。そのため彼らは欧米で一定の人気と知名度がある。
2005年、ソニー・ミュージック・レコーズに移籍したが、CD等のリリースは結局行わなかった。
2006年4月活動休止を発表。個々人の方向性の違いが理由とされた。また、メインソングライターのUEDAは当時「MADの曲を作る気持ちになれなくなった」とも語っていた。

## 音楽性・特色
結成当初はザ・スターリン、BOØWYなどの影響を感じさせ、パンク色が強かった。しかし、元々YMOを愛聴するなどパンクでは括れない幅広い音楽性を持った彼らは、サンプラーやシーケンサーを用いた楽曲制作にも早くから手をつけていた。
布袋寅泰（BOØWY）やhide（X JAPAN）、今井寿（BUCK-TICK）などがインディーズ時代の彼らを極めて高く評価していたこともあり、メジャーデビューする際に注目を集めている。その影響と、デビュー当時のメンバーのルックスから、メジャーデビュー間もない頃は80年代初期のジャパニーズパンク、東京ロッカーズの影響を色濃く感じさせるものであったが、90年代半ばから完全にストリートファッションのイメージへと変貌。スケートボードやサーフィンの登場するミュージックビデオにもそうした「ストリート系」文化からの影響は顕著である。
日本における本格的なラップロック・ラップメタル勃興以前のミクスチャー・ロックの先駆であり、「ミニストリーやアタリ・ティーンエイジ・ライオットに対する日本からの回答」という意味ではデジタルロックバンドの元祖と言えなくもない。シンセサイザーやサンプラーで作成されたフレーズを生演奏と完全に同期するスタイルが確立されたのは、90年代後期、ISHIG∀KI脱退後発表されたシングル「SYSTEMATIC.」からである。また、限定生産シングルにフィギュア、チョロQ、プラモデル等のオマケが付属することでも話題となった。
彼らは、デビューの時から電撃ネットワークのギュウゾウとは深い交友があり、共にライブやイベントを行ったことも幾度かある。また、2002年に発売されたシングル「FLY HIGH/サソリ」の2曲目の「サソリ」には、ゲストで電撃ネットワークが参加しており、ちなみに「サソリ」はKYONOと電撃ネットワークとの共同作詞でもある。

## メンバー
TAKESHI UEDA（タケシ ウエダ）ベース、ヴォーカル、プログラミング、シンセサイザー
1990年頃までは紅麗死異剛市（厳密には「死異」の上に×、読み方は「クレイジータケシ」）、1994年まではCRA￥（クレイ）、1998年まではTAKESHI"￥"UEDAと名乗っていた。
本名：上田剛士（うえだ たけし）
生年月日：1968年8月25日
出身地：神奈川県横浜市
身長：181cm
血液型：A型
THE MAD CAPSULE MARKETSの全ての楽曲をプロデュース。
KYONO（キョーノ）ヴォーカル
本名：清野裕司（きよの ひろし）
生年月日：1969年3月31日
出身地：神奈川県横浜市
身長：176cm
血液型：AB型
MOTOKATSU MIYAGAMI（モトカツ ミヤガミ）ドラム、プログラミング
1996年頃まではMOTOKATSUと名乗っていた。
本名：宮上元克（みやがみ もとかつ）
生年月日：1969年2月1日
出身地：東京都
身長：183cm
血液型：B型

### 過去在籍したメンバー
室姫深（むろひめしん）ギター
初代ギタリスト。前身バンド（BERRIE）からのMADオリジナルメンバー。結成当初はリーダーで、メインソングライターでもあった。1991年脱退。
Shin、SCENEと名乗ったこともある。脱退後はDIE IN CRIES→BLOODY IMITATION SOCIETY→BUG→室姫深ソロ→SPIN→RATS（サポート）→Creature Creature（サポート）・THE SPINを経て、現在はSUSIE LOVE。MADには「MINORU KOJIMA（ミノル コジマ）」として2001年のアルバムに参加、2005年のライブではサポートメンバーを務めるなど脱退後も断続的に関わっている。TAKESHIのソロプロジェクトであるAA=にもサポートとして参加している。
本名：児島実（こじま みのる）
生年月日：1968年10月11日
出身地：神奈川県横浜市
身長：174cm
血液型：A型
ISHIG∀KI（イシガキ）ギター
2代目ギタリスト。1996年脱退。石垣愛（いしがき あい）、AI ISHIGAKIと名乗ることもある。また、本人が「本名：石垣愛」と記載することもあるが、本名は違うため事実上非公開である。
脱退後は、布袋寅泰・吉川晃司・大黒摩季・川村カオリ・デーモン小暮閣下・ends・広石武彦・倖田來未等のライブで、サポートギタリストとして活動する傍ら、2013年からはバンド、Derailersのメンバーとしても活動していた。
2021年8月21日、自身のFacebookにて音楽業界からの引退を発表した。
生年月日：1970年12月25日
出身地：神奈川県横浜市
身長：186cm
血液型：B型
亜気（アキ）ドラム
BERRIE時代のドラマー。1990年脱退。
現在はG.L.Gというバンドで活動中。
本名：瀬戸昭人（せと あきひと）
出身地：神奈川県横浜市
血液型：B型

### サポートギタリスト
TORUxxx（トール）
ISHIG∀KI脱退後のサポートギタリスト。現THE STAR CLUB、元LONDS OF THREE。1996年頃からレコーディング、ライブに参加。
「RISING SUN ROCK FESTIVAL 2004」参加を最後にサポートを離れる。
THE STAR CLUBは1993年に脱退していたが、2012年に再加入し現在も同バンドで精力的に活動中。またAngeloのサポートギターの他、自身のバンドUNDOWNのギタリストとしても活動中。KYONOのライフワーク的なバンド・T.C.L（THE CHUNK LEGEND）にも加入。
藤田タカシ（フジタタカシ）
元DOOM。J（LUNA SEA）のソロバンドのサポートも務める。1996年にサイドギタリストとしてツアー参加。『4 PLUGS』と『DIGIDOGHEADLOCK』にはコーラスで参加。
K-A-Z（カズ）
「COUNTDOWN JAPAN 04/05」及び「SUMMER SONIC 2005」にサポートギターとして参加。2002年にはTOKI（exKill=slayd、現C4)とTAKURO（GLAY）のプロジェクト「Staelth」の「灼熱」でも参加。現在、主に未来(HIDEKI)のサポートとして活動。2007年、栄喜とDETROXを結成。2010年にはSADSに正式加入。

## 略歴
- 1985年
  - KYONO、室姫深（児島実）を中心に前身となるバンド「BERRIE」結成。後に紅麗剛市（上田剛士）が加入する。
- 1989年
  - 7月 - ファースト・デモテープ『毒的革命 BERRIE'S REVOLUTION』リリース。
- 1990年
  - 1月26日 - クラブチッタ川崎にて、レッド・ホット・チリ・ペッパーズの来日公演の前座公演を行う。その後、亜気が脱退。
  - 3月 - オーディションを実施しドラムスとしてMOTOKATSUが加入する。
  - 4月 - バンド名を「THE MAD CAPSULE MARKET'S」に変更する。
  - 8月1日 - ファースト・シングル「GOVERNMENT WALL」（C/Wしゃぶりつけ）をインディーズにてリリースする。
  - 10月1日 - ファースト・アルバム『HUMANITY』をインディーズにてリリースする。
- 1991年
  - 1月 - ギターの室姫が脱退。代わりに当時バンドのローディだったISHIG∀KIが加入する。
  - 8月21日 - シングル「ギチ」、「あやつり人形」、「カラクリの底」の3枚、ビデオ『ギチ・あやつり人形・カラクリの底』を同時リリースにてメジャーデビューを果たす。
  - 9月9日 - 京都ビッグバンを皮切りに、全国ツアーを行う（全12公演）。
  - 11月21日 - メジャー・ファーストアルバム（通算2枚目）『P・O・P』リリース。同時に全国ツアーを実施する（全7公演）。
- 1992年
  - 7月22日 - ミニアルバム『カプセル・スープ』をリリースする。
  - 8月11日 - 大阪クラブクアトロを皮切りに、「MAD CLUB CIRCUIT QUATTRO 3DAYS（東名阪ツアー）」を実施する（全3公演）。
  - 11月21日 - 3枚目のアルバム『SPEAK!!!!』をリリースする。
- 1993年
  - 7月22日 - クラブチッタ川崎にて「BODY CUNNING」と銘打ったライブを行う。
- 1994年
  - 1月21日 - 初の海外レコーディングとなる4枚目のアルバム『MIX-ISM』をリリースする。
  - 2月5日 - 前橋ラタンを皮切りに、全国ツアー「reading S.S.M」を行う（全9公演）。
  - 6月22日 - 5枚目のシングル「EJECT→OUT/PERIODIC CLASSIC」、ライブビデオ『reading S.S.M』をリリースする。
  - 8月18日 - 仙台スポーツランドSUGOを皮切りに、LUNA SEA、SOFT BALLET、BUCK-TICKのジョイントライブ「L.S.B.」に参加する（全4公演）。
  - 10月21日 - 5枚目のアルバム『PARK』をリリースする。
  - 10月29日 - 日比谷野外音楽堂にてライブを行う。
  - 12月3日 - 新宿リキッドルームを皮切りに全国ツアー「HIGH-INDIVIDUAL-SIDE」を行う（全10公演）。
- 1995年
  - 3月24日 - ミュージック・ビデオ集『VIDEO』をリリースする。
  - 9月 - アルバム『PARK』をアメリカでインディーズにてリリースする。また、サンフランシスコにて初の海外ライブを行う。
  - 12月16日 - 6枚目のシングル「神歌」をリリースする。
- 1996年
  - 1月24日 - 6枚目のアルバム『4 PLUGS』をリリースする。
  - 3月19日　熊谷ヴォーグを皮切りに、全国ツアー「TOUR 1996」を行う（全13公演）。
  - 3月23日 - 7枚目のシングル「WALK! (JAPAN MIX)」をリリースする。
  - 8月7日 - ビデオ『4PLUGS -VIDEO-』をリリースする。
  - 9月4日 - 全ての曲を新録した初のベストアルバム『THE MAD CAPSULE MARKET'S』をリリースする。このリリースを最後に、ギターのISHIG∀KIが脱退し、以降3人編成となる。
  - 10月15日 - 「CRACK」が収録された、オムニバスのコンピレーション・アルバム『JAPANESE HOMEGROWN Vol.2』がリリースされる。
  - 12月10日 - クラブチッタ川崎にて初の主催イベントライブ「MAD HOUSE」を実施する。
- 1997年
  - 3月14日 - テキサス州オースティンにて実施されたイベントライブ「SXSW'97」に参加する。
  - 7月24、25日 - 赤坂ブリッツ、大阪IMPホールにてレイジ・アゲインスト・ザ・マシーン初来日公演のオープニングアクトとして公演する。
  - 7月26日 - イベントライブ「フジロックフェスティバル'97」に出演する。外部主催のイベントライブ初の参加となる。
  - 8月21日 - InvitationからSPEEDSTAR RECORDSに移籍し、ISHIG∀KI脱退後の初の作品となる、8枚目のシングル「SYSTEMATIC.」をリリースする。
  - 9月 - ニューヨークにて実施されたイベントライブ「CMJ'97」に参加する。
  - 9月26日 - 7枚目のアルバム『DIGIDOGHEADLOCK』をリリースする。このアルバムより、シーケンサーなどによる打ち込み演奏と生演奏を同期させる方向性を確立し、音楽性が大きく変わる転換点となった。
  - 10月 - ヘルメットの来日公演にて共演を果たす。
  - 10月2日 - 新宿リキッドルームを皮切りに、全国ツアー「DIGIDOGHEADLOCK TOUR」を行う（全17公演）。
  - 11月21日 - 9枚目のシングル「CRASH POW」、10枚目のシングル「CREATURE」を同時リリースする。
- 1998年
  - 5月19日 - 名古屋ダイアモンドホールを皮切りに全国ツアー「DIGIDOGHEADLOCK TOUR'98」を行う（全6公演）。
  - 5月25日 - 「SYSTEMATIC. (Audio Active Remix)」が収録されたaudio activeのコンピレーション・アルバム『IT'S A STONY』がリリースされる。
  - 6月 - 「CRASH POW」が収録されたイギリスのクラブElectric Ballroomが監修したコンピレーション・アルバム『The Electric Ballroom Presents Full Tilt 2』がリリースされる。
  - 7月26日 - クラブチッタ川崎にて主催イベントライブ「MAD HOUSE」の2回目の公演を実施する。
  - 7月28日 - 大阪ベイサイドジェニーにて「MAD HOUSE」の3回目の公演を実施する。
  - 10月27日 - アルバム『DIGIDOGHEADLOCK』をアメリカ合衆国でインディーズにてリリースする。また、アメリカ西海岸にてショートツアーを行う（全7公演）。
  - アルバム『DIGIDOGHEADLOCK』をヨーロッパでインディーズにてリリースする。
  - 8月28日 - 11枚目のシングル「MIDI SURF」をリリースする（ソノシート盤も限定で同時リリース）。
  - 10月8日 - クラブチッタ川崎にて、ピッチシフターの来日公演にゲスト参加する。
- 1999年
  - 2月12日 - 大阪ハートビートにて、フィア・ファクトリー来日公演にて共演する。
  - 7月28日 - バンド名の『〜MARKET'S』から『'』（アポストロフィー）が外れ今のバンド名THE MAD CAPSULE MARKETSへと変更。12枚目のシングル「|￣|_ (PULSE)」をリリースする。
  - 7月31日 - 韓国でのイベントライブ「Triport Rock Festival」に参加する。
  - 8月25日 - 8枚目のアルバム『OSC-DIS』をリリースする。
  - 11月3日 - TAKESHI、MOTOKATSUが参加したコンピレーション・アルバムYMO REMIXES TECHNOPOLIS 2000-01』がリリースされる。
  - 11月20日 - TAKESHIが参加したコンピレーション・アルバム『DESTOROY THE MONSTERS』がリリースされる。
- 2000年
  - 1月21日 - 13枚目のシングル「GOOD GIRL」、ビデオ『OSC-DIS VIDEO』、LP盤『OSC-DIS』を同時リリースする。また、クラブチッタ川崎を皮切りに、全国ツアー「OSC-DIS 2000 TOUR」を行う（全32公演）。
  - 3月4日 - TAKESHIが楽曲提供したPlayStation 2用ゲームソフト『リッジレーサーV』（ナムコ）が発売される。
  - 8月5、6日 - 富士急コニファーフォレスト、大阪WTCオープンスタジアムにて実施されたイベントライブ「SUMMER SONIC2000」に参加する。
  - 8月26日 - 千葉マリンスタジアムにて実施されたイベントライブ「AIR JAM2000」に参加する。
  - 9月 - 「CRASH POW (Digital Hardcore Mix)」が収録されたコンピレーション・アルバム『『DR.SPEEDLOVE PRESENTS VOL.2』がリリースされる。
  - 11月 - シングル「|￣|_ (PULSE)」を韓国にてSeoul Recordsよりリリースする。
- 2001年
  - 3月28日 - 「ALL THE TIME IN SUNNY BEACH」が収録されたコンピレーション・アルバム『MEGALOMANIACS SHOW TIME!』がリリースされる。
  - 5月23日 - 14枚目のシングル「CH(A)OS STEP」をリリースする。
  - 6月13日 - 15枚目のシングル「GAGA LIFE.」をリリースする。
  - 7月11日 - 9枚目のアルバム『010』をリリースする。このアルバムにはアルバム『HUMANITY』（1990年）以来となる元メンバーの児島実（室姫深）が参加している。
  - 8月18、19日 - 大阪WTCオープンスタジアム、千葉マリンスタジアムにてイベントライブ「SUMMER SONIC2001」に参加する。
  - 9月18日 - アルバム『OSC-DIS』がアメリカ合衆国でリリースされ、音楽雑誌「CM」で初登場31位を獲得する。
  - アルバム『OSC-DIS』がヨーロッパでリリースされ、音楽誌「KERRANG!」にて最高ランクの「5K」を獲得する。
  - 11月2日 - 渋谷AXを皮切りに、全国ツアー「010 TOUR」を行う（全30公演）。
  - 12月 - 音楽雑誌「KERRANG!」主催のイベントライブ「K-FEST」に参加、トリでの出演となった。
- 2002年
  - 1月23日 - 16枚目のシングル「FLY HIGH/サソリ feat.電撃ネットワーク」をリリースする。
  - 5月18日　Le Divan du Monde（パリ）を皮切りに、初のEUROPE TOURを行う（全7公演）。
  - 5月20日 - シングル「TRIBE」をイギリスにてリリースする。
  - 5月25日 - オジー・オズボーン創設によるイベントライブ「OZZ FEST UK」のメインステージにアジア圏出身のバンドとして初めて参加する。
  - 7月10日 - 初のライブアルバム『020120』をリリースする。
  - 8月17日 - 石狩湾新港樽川ふ頭野外特設ステージにてイベントライブ「RISING SUN ROCK FESTIVAL2002」に参加する。
  - 9月3日 - 代々木公園にて「FREE LIVE」を実施、約1万人を動員する。
  - 9月5日　クラブチッタ川崎を皮切りに、全国ツアー「JAPAN TOUR」を行う（全10公演）。大阪、東京公演にはサポートアクトとしてスリップノットのシド・ウィルソンがDJとして参加した。
  - 11月4日 - イギリスにて限定7インチシングル「ALL THE TIME IN SUNNY BEACH/GOOD GIRL」をリリースする。
  - アメリカ合衆国にてアルバム『OSC-DIS』とDVD『OSC-DIS VIDEO』を2枚組にしてリリースする。
  - 10月26日 - DVD『020120』をリリースする。
  - 11月 - サンフランシスコを皮切りに「US SHORT TOUR」を行う（全4公演）。
- 2003年
  - 3月3日 - アルバム『010』をヨーロッパにてリリースする。
  - 3月14日 - オランダ（全2公演）を皮切りに、イギリスにて「HEAD LINER TOUR」を行い（全10公演）、全会場ソールドアウトとなる。
  - 3月31日 - シングル「FLY HIGH」をイギリスにてリリースする。
  - 6月22、23日 - ミレニアム・ドームにて実施された、Kerrang! Snickers主催のイベントライブ「GAME ON」に参加する。
  - 7月7日 - シングル「GAGA LIFE.」をイギリスにてリリースする。
  - 7月26日 - 新潟県湯沢町苗場スキー場にて実施されたイベントライブ「FUJI ROCK FESTIVAL'03」に参加する。
- 2004年
  - 2月4日 - 17枚目のシングル「SCARY -Delete streamin' freq. from fear side-」をリリースする。
  - 3月31日 - 10枚目のアルバム『CiSTm K0nFLiqT...』をリリースする。
  - 5月7日 - 名古屋ダイアモンドホールを皮切りに、全国ツアー「CiSTm K0nFLiqT... TOUR」を行う（全25公演）。東京公演にはレンチ、JOULOCKがゲスト参加した。
  - 7月24日 - フジテレビ721にてアルバム『CiSTm K0nFLiqT...』についての2時間のドキュメント番組が放映される。
  - 8月7、8日 - 大阪WTCオープンエアスタジアム、千葉マリンスタジアムにて実施されたイベントライブ「SUMMER SONIC 2004」に参加する。
  - 8月14日 - 石狩湾新港樽ふ頭野外特設ステージにて実施されたイベントライブ「RISING SUN ROCK FESTIVAL 2004 in EZO」に参加する。
  - 12月1日 - 全曲新たにリミックスされた初のベストアルバム『1990-1996』、『1997-2004』を2枚同時にリリースする。
  - 12月31日 - 幕張メッセにて実施されたイベントライブ「COUNTDOWN JAPAN04/05」に参加する。
- 2005年
  - 3月15日 - DVD『1990-1996 VIDEO』、『1997-2004 VIDEO』を同時にリリースする。
  - 6月11日 - イギリス・ドニントン・パークで開催されたイベントライブ「DOWNLOAD FES」の「OZZ FES DAY」メインステージに参加する。
  - 8月14日、15日 - 千葉マリンスタアム、大阪WTCオープンエアスタジアムにて開催されたイベントライブ「SUMMER SONIC 2005」に参加する。
  - ビクターエンタテインメントからソニー・ミュージック・レコーズへの移籍が発表される。
- 2006年
  - 4月 - 無期限の活動休止が発表される。

## 作品

### シングル
|      | 発売日         | タイトル                                      | レーベル                    | 規格      | 規格品番                                   | 順位 | 収録アルバム      |
| ---- | -------------- | --------------------------------------------- | --------------------------- | --------- | ------------------------------------------ | ---- | ----------------- |
| 1st  | 1990年8月1日   | GOVERNMENT WALL / しゃぶりつけ                | INSECT NOISE                | 8センチCD | MAD-1                                      | -    | SPEAK!!!!         |
| 2nd  | 1991年8月21日  | ギチ                                          | ビクター／Invitation        | 8センチCD | VIDL-70                                    | -    | P・O・P           |
| 3rd  | 1991年8月21日  | あやつり人形                                  | ビクター／Invitation        | 8センチCD | VIDL-71                                    | -    | P・O・P           |
| 4th  | 1991年8月21日  | カラクリの底                                  | ビクター／Invitation        | 8センチCD | VIDL-72                                    | -    | P・O・P           |
| 5th  | 1994年6月22日  | EJECT→OUT/PERIODIC CLASSIC                    | ビクター／Invitation        | 8センチCD | VIDL-178                                   | 50位 | アルバム未収録    |
| 6th  | 1995年12月16日 | 神歌                                          | ビクター／Invitation        | 8センチCD | VIDL-40005                                 | 70位 | 4 PLUGS           |
| 7th  | 1996年3月23日  | WALK! (JAPAN MIX)                             | ビクター／Invitation        | 8センチCD | VIDL-221                                   | 56位 | 4 PLUGS           |
| 8th  | 1997年8月21日  | SYSTEMATIC.                                   | ビクター／SPEEDSTAR RECORDS | CD        | VICL-35007                                 | 40位 | DIGIDOGHEADLOCK   |
| 9th  | 1997年11月21日 | CRASH POW                                     | ビクター／SPEEDSTAR RECORDS | CD        | VICL-35018                                 | -    | DIGIDOGHEADLOCK   |
| 10th | 1997年11月21日 | CREATURE                                      | ビクター／SPEEDSTAR RECORDS | CD        | VICL-35019                                 | -    | DIGIDOGHEADLOCK   |
| 11th | 1998年8月28日  | MIDI SURF                                     | ビクター／SPEEDSTAR RECORDS | CD        | VIZL-34（初回限定版） VICL-35033（通常版） | 19位 | OSC-DIS           |
| 12th | 1999年7月28日  | \|￣\|_ (PULSE)                               | ビクター／SPEEDSTAR RECORDS | CD        | VICL-35071                                 | 29位 | OSC-DIS           |
| 13th | 2000年1月21日  | GOOD GIRL〜Dedicated to bride 20 years after  | ビクター／SPEEDSTAR RECORDS | CD        | VICL-35101                                 | 49位 | OSC-DIS           |
| 14th | 2001年5月23日  | CH(A)OS STEP                                  | ビクター／SPEEDSTAR RECORDS | 8センチCD | VIZL-51                                    | 9位  | 010               |
| 15th | 2001年6月13日  | GAGA LIFE.                                    | ビクター／SPEEDSTAR RECORDS | 8センチCD | VIZL-52                                    | 5位  | 010               |
| 16th | 2002年1月23日  | FLY HIGH/サソリ feat.電撃ネットワーク         | ビクター／SPEEDSTAR RECORDS | 8センチCD | VIDL-30532                                 | 4位  | 010               |
| 17th | 2004年2月4日   | SCARY -Delete streamin' freq. from fear side- | ビクター／SPEEDSTAR RECORDS | 8センチCD | VIDL-30560                                 | 7位  | CiSTm K0nFLiqT... |

### オリジナル・アルバム
|      | 発売日         | タイトル          | レーベル                    | 規格  | 規格品番                                  | 順位  |
| ---- | -------------- | ----------------- | --------------------------- | ----- | ----------------------------------------- | ----- |
| 1st  | 1990年10月1日  | HUMANITY          | INSECT NOISE                | CD    | MAD-1001                                  | -     |
| 2nd  | 1991年11月21日 | P・O・P           | ビクター／Invitation        | CD    | VICL-243                                  | 100位 |
| 3rd  | 1992年11月21日 | SPEAK!!!!         | ビクター／Invitation        | CD    | VICL-360                                  | 61位  |
| 4th  | 1994年1月21日  | MIX-ISM           | ビクター／Invitation        | CD    | VICL-500                                  | 27位  |
| 5th  | 1994年10月21日 | PARK              | ビクター／Invitation        | CD    | VICL-597（初回限定版） VICL-598（通常版） | 19位  |
| 6th  | 1996年1月24日  | 4 PLUGS           | ビクター／Invitation        | LP CD | VIJL-18106 VICL-737                       | 10位  |
| 7th  | 1997年9月26日  | DIGIDOGHEADLOCK   | ビクター／SPEEDSTAR RECORDS | LP CD | VIJL-60006 VICL-60072                     | 14位  |
| 8th  | 1999年8月25日  | OSC-DIS           | ビクター／SPEEDSTAR RECORDS | CD    | VICL-60453                                | 9位   |
| 9th  | 2001年7月11日  | 010               | ビクター／SPEEDSTAR RECORDS | CD    | VICL-60754                                | 5位   |
| 10th | 2004年3月31日  | CiSTm K0nFLiqT... | ビクター／SPEEDSTAR RECORDS | CD    | VICL-61317                                | 7位   |

### ライブ・アルバム
|     | 発売日        | タイトル | レーベル                    | 規格 | 規格品番   | 順位 |
| --- | ------------- | -------- | --------------------------- | ---- | ---------- | ---- |
| 1st | 2002年7月10日 | 020120   | ビクター／SPEEDSTAR RECORDS | CD   | VICL-60896 | 14位 |

### ベスト・アルバム
|     | 発売日        | タイトル                         | レーベル                    | 規格  | 規格品番            | 順位 | 備考             |
| --- | ------------- | -------------------------------- | --------------------------- | ----- | ------------------- | ---- | ---------------- |
| 1st | 1994年8月3日  | ギチ・あやつり人形・カラクリの底 | ビクター／Invitation        | CD    | VICL-18141          | 77位 | シングル集       |
| 2nd | 1996年9月4日  | THE MAD CAPSULE MARKET'S         | ビクター／Invitation        | LP CD | VIJL-15010 VICL-807 | 10位 | セルフ・カバー集 |
| 3rd | 2004年12月1日 | 1990-1996                        | ビクター／Invitation        | CD    | VICL-61521          | 21位 |                  |
| 4th | 2004年12月1日 | 1997-2004                        | ビクター／SPEEDSTAR RECORDS | CD    | VICL-61522          | 19位 |                  |

### ミニ・アルバム
|     | 発売日        | タイトル         | レーベル             | 規格 | 規格品番  | 順位 |
| --- | ------------- | ---------------- | -------------------- | ---- | --------- | ---- |
| 1st | 1992年7月22日 | カプセル・スープ | ビクター／Invitation | CD   | VICL-2089 | 77位 |

### 映像作品
|     | 発売日         | タイトル                         | レーベル | 規格 | 規格品番                                  | 順位 | 備考 |
| --- | -------------- | -------------------------------- | -------- | ---- | ----------------------------------------- | ---- | --- |
| 1st | 1991年8月21日  | ギチ・あやつり人形・カラクリの底 | ビクター | VHS  | VIVL-42                                   | -    | ミュージック・ビデオ集                                                                                           |
| 2nd | 1994年6月22日  | reading S.S.M                    | ビクター | VHS  | VIVL-127                                  | -    | ライブ・ビデオ                                                                                                   |
| 3rd | 1995年3月24日  | VIDEO                            | ビクター | VHS  | VIVL-146                                  | -    | ミュージック・ビデオ集 初回盤のみ「HI-SIDE(HIGH-INDIVIDUAL-SIDE)」のリハーサル映像を収録、エンボスジャケット仕様 |
| 4th | 1996年8月7日   | 4 PLUGS -VIDEO-                  | ビクター | VHS  | VIVL-182                                  | -    | ミュージック・ビデオ集                                                                                           |
| 5th | 2000年1月21日  | OSC-DIS VIDEO                    | ビクター | VHS  | VIVL-247                                  | 44位 | ミュージック・ビデオ集 後にリリースされたDVD版のみ、「SYSTEMATIC.」のPVが追加収録されている                      |
| 6th | 2002年10月26日 | 020120                           | ビクター | DVD  | VIBL-66                                   | 23位 | ライブ・ビデオ                                                                                                   |
| 7th | 2005年3月16日  | 1990-1996 VIDEO                  | ビクター | DVD  | VIBL-281（初回限定版） VIBL-282（通常版） | 69位 | ミュージック・ビデオ集 初回版のみ、「BE SILENT FUCKIN' SYSTEM」のPVを収録                                        |
| 8th | 2005年3月16日  | 1997-2004 VIDEO                  | ビクター | DVD  | VIBL-283（初回限定版）                    | 56位 | ミュージック・ビデオ集 初回盤のみ「HAPPY RIDE-Full Live ver.-」（（2004年Zepp Tokyoライブ映像）を収録            |

### ミュージック・ビデオ
◎は、商品化されていないタイトル。
| 年     | タイトル                                      | 備考                                                    | 監督           |
| ------ | --------------------------------------------- | ------------------------------------------------------- | -------------- |
| 1991年 | ギチ                                          |                                                         | HERA           |
| 1991年 | あやつり人形                                  |                                                         | HERA           |
| 1991年 | カラクリの底                                  |                                                         | HERA           |
| 1992年 | ◎JESUS IS DEAD.                               | 未商品化                                                |                |
| 1992年 | マスメディア                                  | ライブ映像                                              | 高木照之       |
| 1994年 | プロレタリア                                  |                                                         | 福田義久       |
| 1994年 | ◎EJECT→OUT                                    | 未商品化                                                |                |
| 1994年 | HAB'IT                                        |                                                         | サカグチケン   |
| 1994年 | LIMIT                                         | ライブ映像                                              | サカグチケン   |
| 1994年 | IN SURFACE NOISE                              | ライブ映像、ステージ舞台裏のオフショット映像も使用      | サカグチケン   |
| 1994年 | パラサイト（寄生虫）                          | テレビアニメ『マッハGoGoGo』の映像を使用している        | サカグチケン   |
| 1994年 | 公園へあと少し                                | メンバーが出演していない                                | サカグチケン   |
| 1994年 | HI-SIDE (HIGH-INDIVIDUAL-SIDE)                |                                                         | サカグチケン   |
| 1996年 | POSSESS IN LOOP                               | ライブ映像                                              | サカグチケン   |
| 1996年 | CRACK                                         |                                                         | サカグチケン   |
| 1996年 | 神歌                                          |                                                         | サカグチケン   |
| 1996年 | WALK! (JAPAN MIX)                             |                                                         | サカグチケン   |
| 1996年 | 消毒 S・H・O・D・O・K・U                      |                                                         | サカグチケン   |
| 1996年 | ◎パラサイト（寄生虫）※1996年セルフカバー版    | 未商品化 、『PARK』収録の原曲向けの映像とは内容が異なる |                |
| 1997年 | SYSTEMATIC.                                   |                                                         | サカグチケン   |
| 1998年 | MIDI SURF                                     |                                                         | サカグチケン   |
| 1999年 | TRIBE                                         |                                                         | サカグチケン   |
| 1999年 | \|￣\|_ (PULSE)                               | フルCG映像                                              | オカモトケンジ |
| 1999年 | ALL THE TIME IN SUNNY BEACH                   |                                                         | 井上哲央       |
| 1999年 | GOOD GIRL〜Dedicated to bride 20 years after  |                                                         | サカグチケン   |
| 2001年 | CH(A)OS STEP                                  |                                                         | NICCI KELLER   |
| 2001年 | GAGA LIFE.                                    |                                                         | NICCI KELLER   |
| 2001年 | FLY HIGH                                      | フルCG映像                                              | 中根ひろし     |
| 2004年 | SCARY -Delete streamin' freq. from fear side- | フルCG映像                                              | 内山嗣康       |
| 2004年 | W.O.R.L.D                                     | メンバーがシルエットのみで出演                          | 内山嗣康       |
| 2004年 | HAPPY RIDE                                    | ライブ映像、ステージ舞台裏のオフショット映像も使用      | K☆UEHARA       |

### 参加作品
| 発売日         | 歌手名     | タイトル                         | 収録作品                                               | レーベル              | 規格 | 規格品番   | 備考       |
| -------------- | ---------- | -------------------------------- | ------------------------------------------------------ | --------------------- | ---- | ---------- | ---------- |
| 1992年3月21日  | オムニバス | JAPANESE SIGHT                   | アルバム『DANCE2NOISE002』                             | ビクター／Invitation  | CD   | VICL-290   | 楽曲提供   |
| 1996年10月15日 | オムニバス | CRACK                            | アルバム『JAPANESE HOMEGROWN Vol.2』                   | Gianormous Records    | CD   | ORA 1009   | 楽曲提供   |
| 1998年         | オムニバス | CRASH POW                        | アルバム『The Electric Ballroom Presents Full Tilt 2』 | JVC                   | CD   | JVC 9035-2 | 楽曲提供   |
| 1999年11月3日  | オムニバス | 東風                             | アルバム『YMO REMIXES TECHNOPOLIS 2000-01』            | ビクター／Victor      | CD   | VICL-60483 | リミックス |
| 2000年9月      | オムニバス | CRASH POW (Digital Hardcore Mix) | アルバム『DR.SPEEDLOVE PRESENTS VOL.2』                | Invisible             | CD   | INV-175    | 楽曲提供   |
| 2000年12月24日 | オムニバス | \|￣\|_ (PULSE) ISLAND           | ビデオ『AIR JAM 2000』                                 | PiZZA OF DEATH RECORD | VHS  | PZVA1      | ライブ映像 |

## タイアップ一覧
| 使用年 | 楽曲                                          | タイアップ内容                                                               |
| ------ | --------------------------------------------- | ---------------------------------------------------------------------------- |
| 1995年 | HAB'IT                                        | 東宝配給映画『ゲレンデがとけるほど恋したい。』挿入歌                         |
| 1996年 | WALK! (JAPAN MIX)                             | テレビ朝日系『Q99II』オープニングテーマ                                      |
| 2000年 | GOOD GIRL〜Dedicated to bride 20 years after  | アサヒ飲料「SWITCH」CMソング                                                 |
| 2004年 | SCARY -Delete streamin' freq. from fear side- | ホーユー「メンズビューティーン」CMソング                                     |
| 2006年 | CHAOS STEP                                    | ユニバーサル・ピクチャーズ配給映画『ワイルド・スピードX3 TOKYO DRIFT』挿入歌 |

## ヘビーローテーション/パワープレイ

### テレビ
| 放送年 | 曲名 | ヘビーローテーション/パワープレイ          |
| ------ | ---- | ------------------------------------------ |
| 1995年 | 神歌 | スペースシャワーTV 1995年12月度POWER PUSH! |

## 出演

### 映画
- けん玉（1992年）

### テレビ番組
- TK MUSIC CLAMP（1996年）
- FACTORY（1998年）